# Silivri

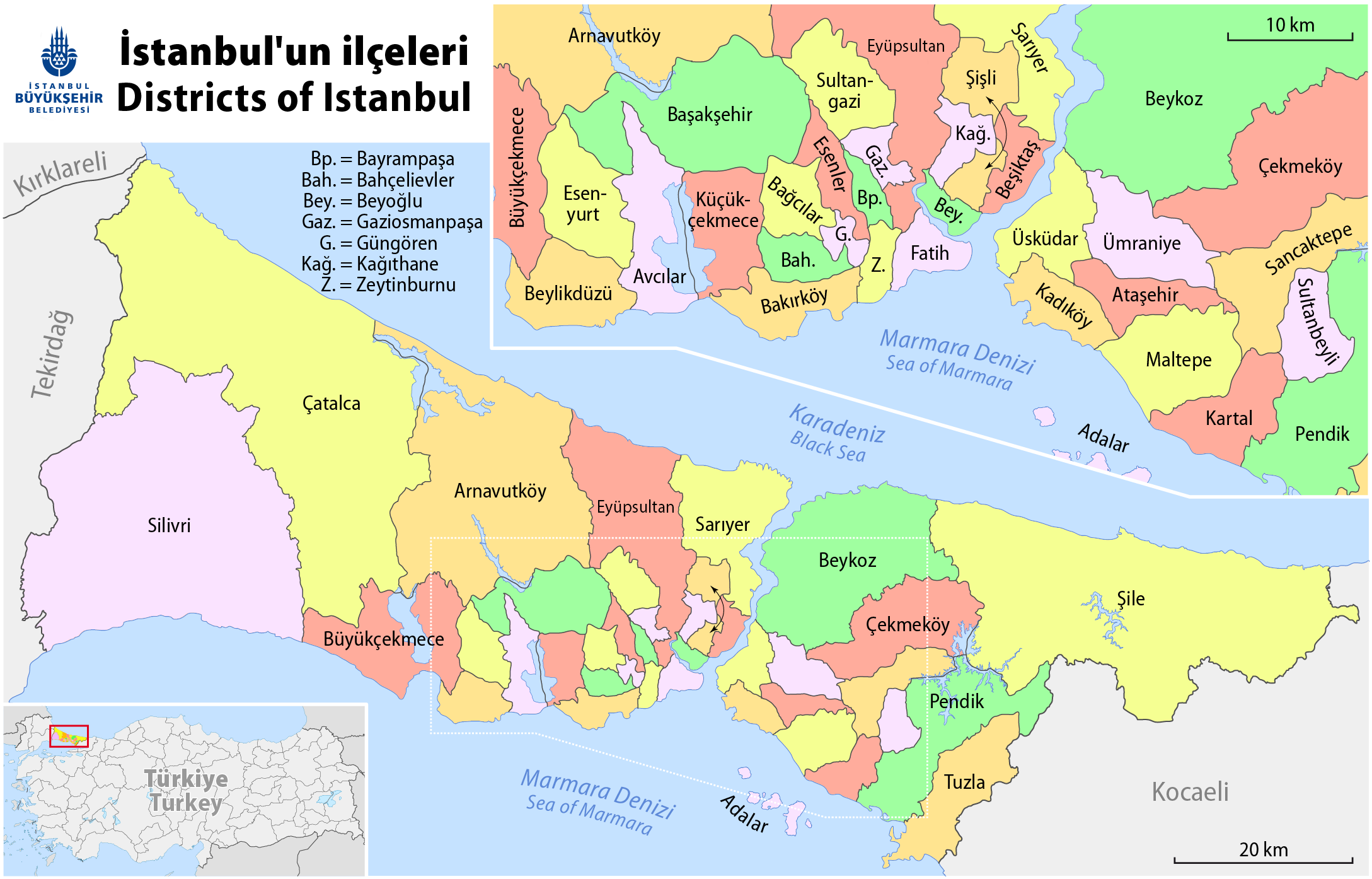
Silivri Isztambul 2008-as térképén

Silivri Isztambul tartomány egyik európai oldalon fekvő körzete, 2008-ban a népessége 118 304 fő volt.

## Történelme
Az ókorban Selymbria (Szelümbria) vagy Selybria néven ismerték, a régészeti ásatások leletei szerint i. e. 3000 körül a trójaiakéhoz hasonló kultúrából származó nép lakta. I. e. 1200 körül trákok települtek ide. I. e. 750 és 550 között az iszthmoszi Megara város kolóniája volt. Később Bizánc fennhatósága alá került. Arcadius császár felesége, Aelia Eudoxia tiszteletére emeltette a szelümbriai várat, és a várost is átnevezte Eudixopolisszá, ám ez a név nem maradt fenn sokáig. Anastasius Szelümbriától egészen a Fekete-tenger partjáig, mintegy 60 kilométernyi falat emeltetett, mely Bizáncot volt hivatott megvédeni a támadásoktól, mára azonban már alig maradt belőle valami. 558-ban hunok a terület többi településével együtt felégették a várost.
A 10. századra Silivri fontos kereskedelmi központtá vált, főképp selyemmel, borokkal és mezőgazdasági terményekkel kereskedtek. 1344-ben Orhán oszmán szultán oszmán szultán itt vette feleségül VI. János bizánci császár leányát, Helént. 1453-ban, nem sokkal Konstantinápoly elfoglalása után a város végképp oszmán kézre került. 1509-ben negyvenöt napig tartó földrengést jegyeztek fel Silivriben, a várost ezután II. Bajazid építtette újjá. Ezután a terület lassanként hanyatlani kezdett, elvesztette korábbi jelentőségét. Az első Balkán-háborúban bolgár kézre került, a második Balkán-háború során szerezték vissza. A török függetlenségi háborúban először görög majd olasz fennhatóság alá került, 1922. november 1-jén azonban visszaadták a törököknek.

## Külső hivatkozások
- Silivri honlapja (törökül)
- Silivri Portál